# Graeme Dott
Graeme Dott (* 12. Mai 1977 in Larkhall, Schottland) ist ein schottischer Snookerspieler, der seit 1994 als Profi aktiv ist. Im Jahr 2006 gewann er die Snookerweltmeisterschaft, 2004 und 2010 stand er im WM-Finale.

## Karriere
Dott wurde 1994 Profi. 1999 erreichte er bei den British Open sein erstes Maximum Break von 147 Punkten. Erst 23 Jahre später, bei der Qualifikation zur Weltmeisterschaft 2022 gelang ihm in der 3. Runde beim 6:1-Sieg gegen Pang Junxu sein zweites Maximum.
In der Saison 2001/02 erreichte er erstmals die Top 16 der Snookerweltrangliste. Nachdem er zunächst viermal im Finale eines Weltranglistenturniers unterlegen war – bei den Scottish Open 1999, den British Open 2001, der Weltmeisterschaft 2004 und dem Malta Cup 2005 – gewann Graeme Dott seinen ersten Titel bei der Weltmeisterschaft 2006. In einem knappen Endspiel besiegte er Peter Ebdon mit 18:14 Frames, nachdem er nach einer 15:8-Führung seinen Gegner noch bis auf 15:13 und 16:14 hatte herankommen lassen.
Im Jahr darauf gewann er die China Open. Im Finale in Peking schlug er Jamie Cope mit 9:5. Bei der WM-Endrunde 2007 ereilte auch ihn der „Fluch des Crucible“: Im modernen Snooker war es noch keinem Spieler gelungen, seinen ersten WM-Titel zu verteidigen. Dott verlor bereits in der ersten Runde mit 7:10 Frames gegen Ian McCulloch.
Graeme Dott ist seit 2003 mit Elaine verheiratet und hat mit ihr einen Sohn, Lewis. Elaine ist die Tochter seines Managers Alex Lambie, der am 16. Dezember 2006 nach langem Kampf an Nierenkrebs starb. Alex managte Dott seit dessen 12. Lebensjahr. Wochen später erlitt seine Frau eine Fehlgeburt. Dott litt seit diesen zwei Ereignissen an Depressionen. So stand seine Teilnahme an der Snookerweltmeisterschaft 2008 lange Zeit in Frage. Erst kurzfristig entschloss sich Dott doch teilzunehmen, verlor aber in der ersten Runde gegen Joe Perry mit 7:10. Dies war sein sechzehntes verlorenes Match in Folge. In der Weltrangliste fiel er vom zweiten auf den dreizehnten Rang zurück.
Im Jahre 2008 ließ er dann wieder von sich hören. Am 13. Juli 2008 gewann er das nicht zur Maintour gehörende Turnier der World Series of Snooker in Berlin souverän mit 6:1 gegen Shaun Murphy. Einen weiteren Rückschlag erlitt er jedoch, als er sich im Vorfeld des Shanghai Masters 2008 den Arm brach und dadurch nicht am Turnier sowie am danach folgenden Grand Prix teilnehmen konnte. Dem Fluch der Erstrundenniederlagen bei Turnieren der Main Tour konnte er erst im Dezember 2008 bei der UK Championship entgehen. Hier gewann er sein erstes Spiel bei einem Main-Tour-Turnier seit August 2007.
Erneuten Erfolg feierte der Schotte bei der Weltmeisterschaft 2010 in Sheffield, bei welcher er es bis in das Finale schaffte; dort aber mit 18:13 gegen den neuen Weltmeister Neil Robertson unterlag. Auf seinem Weg ins Finale bezwang er in einer Wiederauflage des WM-Finales von 2006 Peter Ebdon und anschließend Stephen Maguire, Mark Allen sowie Mark Selby, der zuvor Ronnie O’Sullivan niedergerungen hatte. Mit seinem Abschneiden als Vize-Weltmeister kletterte Dott wieder von Platz 28 auf Rang 13 in der Snooker-Rangliste.
Bei der Weltmeisterschaft 2011 kam Graeme Dott mit seinen Siegen über Mark King (10:7) und Allister Carter (13:11) bis ins Viertelfinale, wo er jedoch mit 5:13 gegen den späteren Vize-Weltmeister Judd Trump verlor. Des Weiteren kam er im September 2011 durch Siege über Mark Davis, Igor Figueiredo und Peter Ebdon in das Finale des Brazil Masters, das er mit 0:5 gegen Shaun Murphy verlor. 2012 stand er im Finale des Snooker Shoot-Outs, musste sich dort aber Barry Hawkins geschlagen geben.
2013 wurde Dott als vierter Schotte in die Snooker Hall of Fame aufgenommen. 2018 unterlag Dott im Finale des German Masters gegen Mark J. Williams und im Endspiel des Snooker Shoot-Outs gegen Michael Georgiou. 2020 verlor er gegen Neil Robertson im Finale des World Grand Prix und erreichte ebenfalls das Endspiel der Championship League, wo er Scott Donaldson unterlag.
Im April 2025 wurde Dott nach Vorwürfen des sexuellen Missbrauchs von Kindern vom Snooker-Weltverband suspendiert. Zu diesem Zeitpunkt war er auf der Snookerweltrangliste bereits aus den Top 50 gefallen.